# لاندرى شاميت
لاندرى شاميت (بالإنجليزية: Landry Shamet)‏ هو لاعب كرة سلة أمريكي يلعب في مركز مدافع مسدد الهدف في نادي فينكس صنز.

## روابط خارجية
- لاندرى شاميت على موقع إن بي أي (الإنجليزية)
- لاندرى شاميت على موقع سبورتس رفرنس (الإنجليزية)
- لاندرى شاميت على موقع كرة السلة الأوروبية.كوم (الإنجليزية)
- لاندرى شاميت على موقع إي إس بي إن.كوم (الإنجليزية)
- لاندرى شاميت على موقع كلية كرة السلة في سبورتس رفرنس.كوم (الإنجليزية)
- لاندرى شاميت على موقع ريلجم (الإنجليزية)
- لاندرى شاميت على موقع بروبوليرز (الإنجليزية)